# Туччо Мусумечі
Туччіо Мусумечі (італ. Tuccio Musumeci; нар. 20 квітня 1934, Катанія) — італійський актор і комік.

## Життя і кар'єра
Народився в Катанії, Мусумечі розпочав свою кар'єру в 1960-х роках, виступаючи в місцевих кабаре та ревю.
Переломним моментом у його кар'єрі став вихід на сцену Театру Stabile di Catania, з яким він почав грати в п'єсах, переважно комедіях, італійською та сицилійською мовами.
Мусумечі інтенсивно працював на телебаченні (з 1959 року) і в театрі. Менш активний у фільмах, після невеликої ролі в «Леопарді» він з'явився у великій кількості комедійних фільмів між 1970-ми і 1980-ми роками, іноді в головних ролях.

## Вибрана фільмографія
- 1971 — Свята вода Джо / Acquasanta Joe
- 1972 — Ображена честь Мімі-металурга / Mimì metallurgico ferito nell'onore — Паскуале
- 1974 — Слизняк / Il lumacone
- 1990 — Відкриті двері / Porte aperte
- 2014 — Італо Бароко / Italo
- 2014 — Заплутана історія /